# Sad na Krutci
Sad na Krutci ve Vokovicích v Praze je sad při Kruteckém potoce v ulici U Vizerky, který se rozkládá na severovýchodním svahu poblíž přírodní památky Jenerálka v PP Šárka-Lysolaje. Je jedním z nejrozlehlejších pražských sadů; jedná se celkem o 4 sady - tři jabloňové a jeden slivoňový.

## Historie
Sad byl vysazen na pozemku původně vedeném jako role. Podle pozemkových knih patřil tento pozemek univerzitnímu profesorovi a lékaři Josefu Hamerníkovi až do roku 1962; poté přešlo vlastnictví na Státní statek hlavního města Prahy. Podle poznámky v pozemkových knihách z roku 1948 zamýšlelo ministerstvo zemědělství tyto nemovitosti převzít.
Výsadba sadu byla zahájena pravděpodobně výsadbou slivoní v roce 1953. Mezi lety 1953–1966 pak byly vysazeny jabloňové sady. Později však postupně velký jabloňový sad zarostl náletovými dřevinami; o zbylé tři se starali místní chovatelé králíků a drůbeže, kteří pravidelně v sadu vysekávali podrost.
V roce 2013 byl proveden plošný hektarový výřez velkého jabloňového sadu a na podzim ve slivoňovém sadu vyřezány drobné náletové dřeviny a zmlazeno podnoží slivoní. Také proběhly první dosadby ovocných stromů, zejména slivoní, a zahájeny dosadby jabloní do velkého jabloňového sadu. Další dosadby jabloní proběhly na jaře 2018.

## Parametry
- Celková rozloha: 3,55 ha
- Počet stromů: 467 (r. 2019)
- Odrůdy: 
  - Jabloně: staré stromy - Boikovo obrovské, Landsberská reneta, Croncelské, Baumanova reneta, Citronové zimní, Strýmka, Bernské růžové, Parména zlatá, Kardinál žíhaný, Matčino, Panenské české; tyto odrůdy jsou i nově vysazovány
  - Slivoně: staré stromy - neurčeno; nové stromy - Chrudimka, Hamannova, Ruth Gersteter, Bystrická, Malvazinka Zimmerova, Vlaška, Wangenheimova a švestka domácí
  - Třešně: neurčeno
- Ovoce k natrhání: ano[1]